# Erateina mulseata
Erateina mulseata är en fjärilsart som beskrevs av Felder 1875. Erateina mulseata ingår i släktet Erateina och familjen mätare. Inga underarter finns listade i Catalogue of Life.